# هرسليس غرين (باكينجهامشير)
هرسليس غرين (بالإنجليزية: Horsleys Green)‏ هي قرية تقع في المملكة المتحدة في باكينجهامشير.